# Memoriał Alfreda Smoczyka 1952
II Memoriał Alfreda Smoczyka odbył się 23 września 1952. Zwyciężył Marian Kuśnierek z Unii Leszno.

## Wyniki
- 23 września 1952 r. (wtorek), stadion „Gwardii” przy ul. Strzyżewickiej (Leszno)

| Msc. | Zawodnik                     | Klub                  | Pkt |             |  |
| ---- | ---------------------------- | --------------------- | --- | ----------- |  |
| 1    | (11) Marian Kuśnierek        | Unia Leszno           | 12  | (3,3,3,3)   |  |
| 2    | (9) Tadeusz Fijałkowski      | Budowlani Warszawa    | 10  | (3,3,1,3)   |  |
| 3    | (1) Stanisław Glapiak        | Unia Leszno           | 10  | (3,2,3,2)   |  |
| 4    | (7) Edward Kupczyński        | Spójnia Wrocław       | 9   | (2,3,2,2)   |  |
| 5    | (12) Bolesław Bonin          | Gwardia Bydgoszcz     | 7   | (2,3,0,2)   |  |
| 6    | (8) Włodzimierz Szwendrowski | Ogniwo Łódź           | 7   | (3,1,2,1)   |  |
| 7    | (10) Janusz Suchecki         | CWKS Wrocław          | 5   | (2,0,0,3)   |  |
| 8    | (3) Andrzej Krzesiński       | Stal Ostrów Wlkp.     | 5   | (2,2,0,1)   |  |
| 9    | (13) Marian Kaznowski        | Włókniarz Częstochowa | 5   | (1,1,2,1)   |  |
| 10   | (2) Józef Olejniczak         | Unia Leszno           | 3   | (d,1,2,d)   |  |
| 11   | (5) Joachim Maj              | Górnik Rybnik         | 1   | (1,d,ns,ns) |  |
| 12   | (4) Mieczysław Połukard      | CWKS Wrocław          | 1   | (d,1,0,d)   |  |
| 13   | (6) Norbert Świtała          | Kolejarz Rawicz       | 1   | (1,0,ns,ns) |  |